# 브라이언 맥더멋
브라이언 맥더멋(Brian McDermott, 1961년 4월 8일 ~ )은 잉글랜드의 전 축구 감독이다. 아스널에서 선수로도 활동했었다. 2009년부터 2013년 3월까지 레딩 FC의 감독으로 활동하였다.